# 布蓋格

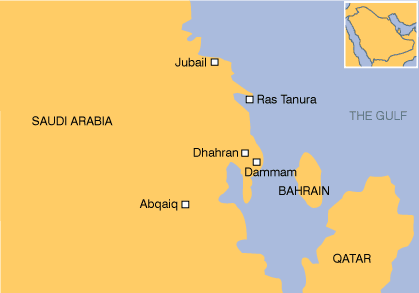
布蓋格 (Abqaiq) 位置圖

布蓋格(EN:Abqaiq,Arabic: بقيق) 是沙特阿拉伯的一处重要石油城，位於東部省，油田在1940年被發現。

## 译名
布盖格 (Arabic: بقيق)的原来被当地人称为(بعلاة أبا القعدان),后阿美石油工程师在进行城市规划时,根据布盖格北部的区域بقة命名为بقيق,在阿拉伯语中的意思是小臭虫,因为当时此地是滋生大量臭虫.

## 地理位置
布盖属于沙特阿拉伯东部省,行政级别是布盖格县,面积320平方公里,海拔103米.位于达曼市西南75KM处.城镇以东是达曼第三工业城.

## 交通运输

### 航空[2]
布盖格当地有一座阿美石油运营的小型飞机场,但不进行商业运营.
Abqaiq机场是一个小型简易机场，位于沙特阿拉伯东部省Abqaiq市中心以西10公里处。占地面积约0.35平方公里，周围环绕着农场和沙漠。它位于该省最大的城市达曼西南约65公里处。最近的主要城市是Al-Mubarraz，位于南部约55公里处。

## 战略地位
布盖格炼油厂每天处理570万桶石油,占沙特阿拉伯石油出口量的一半,占世界原油供应量的5%.

## 事件
2006年2月24日，蓋達組織企圖對該油田發動恐怖襲擊，消息令油價上升2美元。

### 布盖格炼油厂遭受袭事件
2019年9月14，日受到無人機攻擊。
胡塞武装军事发言人在Al Masirah电视台说，也门的Houthi民兵声称对星期六在沙特王国东部省的两个沙特阿美石油设施的无人机袭击负责。
Aqco前高级企业策划顾问Phillip Cornell表示,18个稳定塔中有5个受损。
在周一的特殊交易日，伦敦布伦特原油在开盘后的几秒内创下12美元的历史新高，后来收盘上涨15％，略高于69美元，这是自1988年合约开始交易以来的最大单日涨幅。

## 外部連結
- Aramco Services - Photo tour and info about Bqaiq (and other Aramco communities) under "communities" link
- Article: "Saudi Aramco Abqaiq Plant partners with Integration Objects to optimize plant operations" in the Oil&Gas Financial Journal （页面存档备份，存于）